# 小行星21850
小行星21850（21850 Abshir）是一颗绕太阳运转的小行星，为主小行星带小行星。该小行星于1999年10月7日发现。

## 轨道参数
小行星21850的轨道半长轴为2.6780908 UA，离心率为0.0270221。